# 의무병

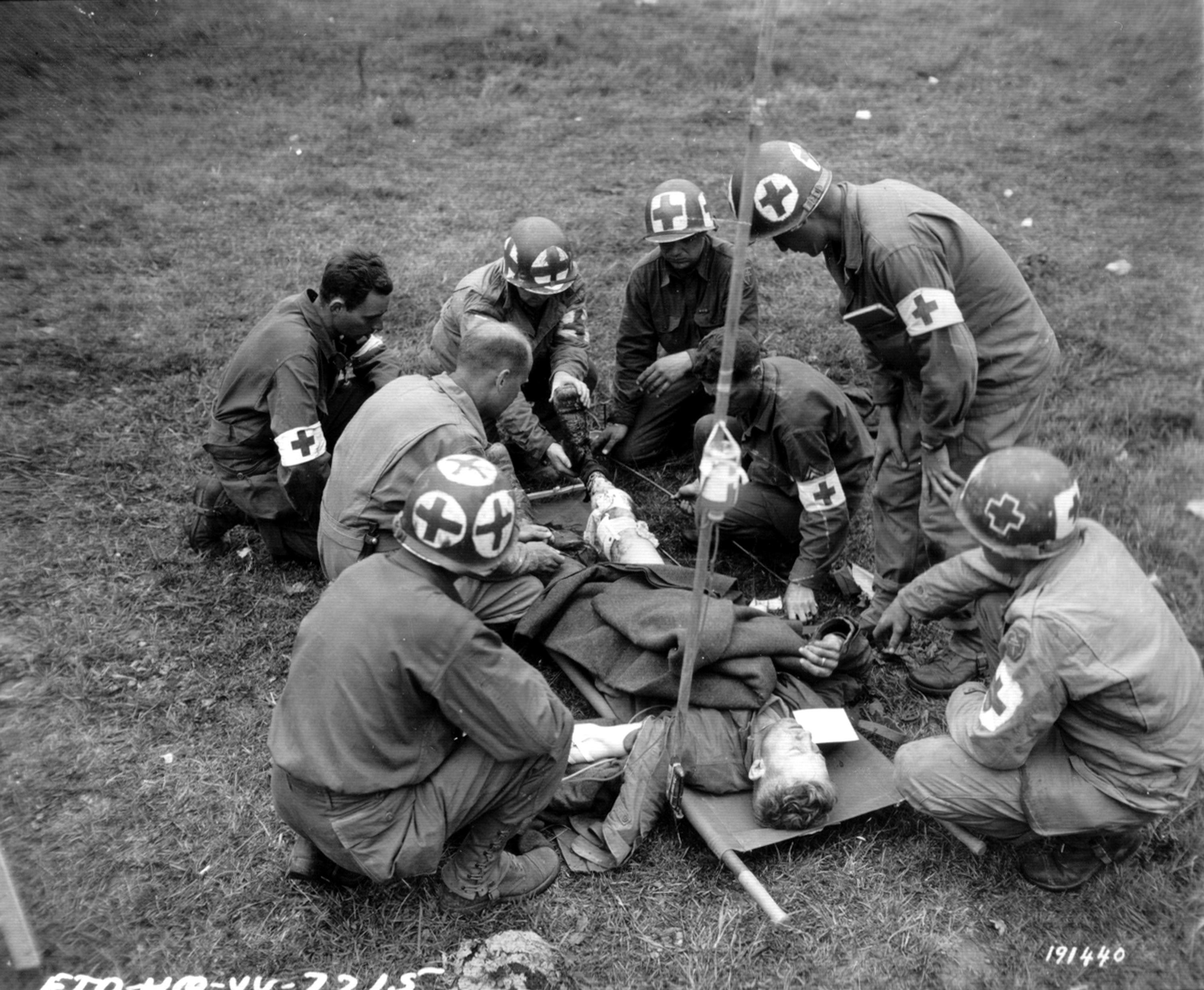
노르망디 상륙작전에서 임무를 수행하는 의무병 부대

의무병(醫務兵)은 군대에서 위생과 응급 처치, 간호에 관한 직무를 수행하는 병사로 위생병(衛生兵)이라고도 한다.위생병은 일본식 표기로 한국에서는 주로 의무병이라는 말을 사용한다. 미국에서는 Combat medic이나 medic이라고 부른다.  유사시 의사의 진찰을 받을 수 없는 전장에서 질병이나 부상에 노출된 병사에게 응급처치와 간호를 제공한다. 의무병은 전투병의 건강 상태를 지속적으로 점검하고 함께 이동하기 위해 담당하는 전투 부대와 같은 장소에 배치된다.
1864년 유럽 16개국은 군대 부상자의 구명과 상태 개선, 의무 요원의 민간인과 동등한 보호를 다룬 최초의 제네바 협약을 체결했다.
오늘날 대부분의 의무병은 개인 화기를 휴대하는데, 자신과 자신이 돌보는 환자를 지키기 위함이 목적이다.무기를 공격을 위해 사용할 경우, 또는 방어가 아닌 공격용도로 간주되는 무기를 휴대할 경우 의무병은 제네바 협약에 따라서 보호를 받을 수 없게 된다.

## 전문의무

### 치과
의무대, 군병원에서 치과 군의관의 보조 업무를 담당한다. 주로 사회 병원에서 치위생사가 맡는 임무를 대행한다.치과위생사, 치기공사, 치과의사, 관련전공자들이 지원가능하다.

### 임상병리
시약 물품관리 부터 상급 군병원이나 민간 병원 또는 민간 검사기관으로 검체를 보내는 일(위탁)과 적십자사와의 혈액 교환 보조 같은 일을한다. 임상병리사, 관련전공자들이 지원가능하다.

### 방사선촬영
사용자에 따라 매우 위험한 장비가 될 수 있기 때문에, 군에서도 방사선사를 부사관, 군무원 신분으로 채용한다. 일부 병원에서는 CT, MRI를 병사에게 시키기도 하는데 위험하지 않도록 주의한다. 방사선사,관련전공자들이 지원가능하다.

### 약제
약제병의 경우 처방되는 모든 약과 의무 자재 관리등을 맡는다.

### 간호
간호사,간호조무사,관련 전공자들이 지원가능하며 말그대로 간호업무를 담당한다.

### 물리치료
물리치료를 보조하며 물리치료사 및 관련전공자가 지원가능하다

## 적십자,적월

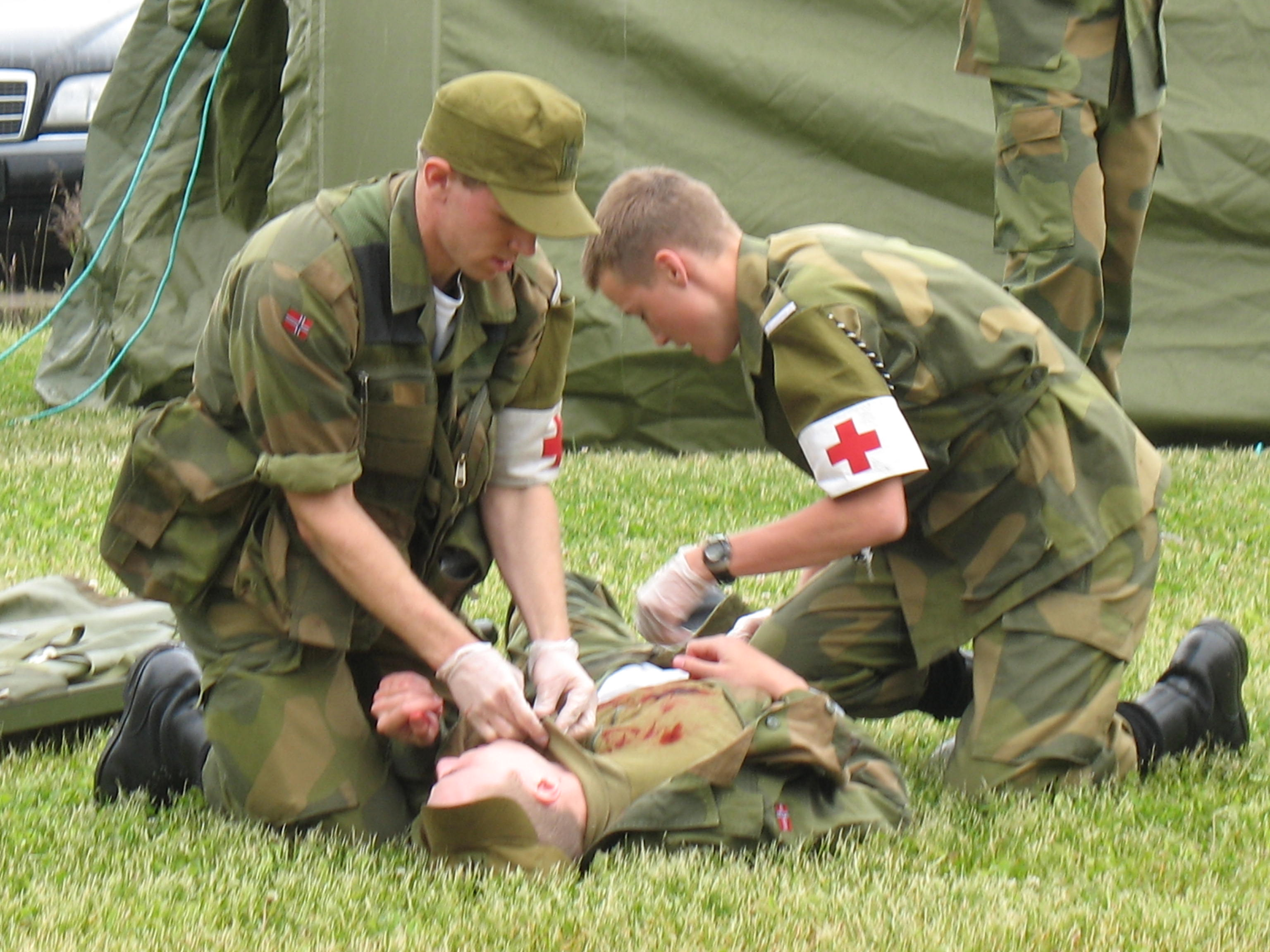
Norwegian Army medics wearing red cross armbands during an exercise in 2007

스위스에 본부를 둔 민간 인도주의 기관인 국제적십자위원회는 의료진을 위한 최초의 공식적인 상징성을 제공했다. 원래 "야전에서 군대의 부상자와 병자의 상태 개선"을 위한 첫 번째 제네바 협약은 흰색 바탕에 적십자를 식별 표장을 차는것으로 채택했다. 이 기호는 적어도 의료 서비스를 제공하는 동안 의무병이 비전투원이기에 공격을 해선 안된다는것을 적에게 알리는것이다. 이슬람 국가들은 적신월을 대신 사용하는데, 이는 러시아-터키 전쟁에서 유래한 것으로, 오스만 제국이 적십자 대신 적신월을 자국의 상징으로 사용하겠다고 선언했고 이도 허용된다.

## 의무병이 겪는 어려움
의무병들은 부상과 사망을 자주 목격하며 개인적인 트라우마를 가질확률이 높다. 전장의 의무병은 위험에 노출되어있는 부상당한 병사들에게 도움을 주어야 한다. 의무병은 탈진, 연민 피로, 전투 스트레스 및 의무병 PTSD에 걸릴 위험이 높다.
PTSD는 충격적인 사건 이후 발생할 수 있는 일련의 증상이다. 증상에는 사건 재현, 사건을 상기시키는 상황 회피, 초조함, 악몽 또는 수면 장애가 포함될 수 있다. 이러한 스트레스 반응은 충격적인 사건 이후 흔히 발생하며 일반적으로 몇 달 내에 사라진다. 그러나 PTSD가 있는 의무병은 사건이 발생한 지 몇 년이 지난 후에도 이러한 증상을 경험할 수 있다.국립 PTSD 센터는 특정 연도에 이라크 자유 작전(OIF) 및 항구적 자유(OEF)에 복무한 퇴역 군인의 11~20%가 PTSD를 앓고 있는 것으로 추정한다.

## 의무병의 역사
의무병의 시작은 수천년전으로 거슬러 올라가야한다. 로마군은 붕대상자 이름 Caspa의 이름을 따서 Capsarii라는 의무병을 사용하였다. 하지만 의무병의 상당한 발전이 이루워진것은 현대에 이르어서 이루워졌다.

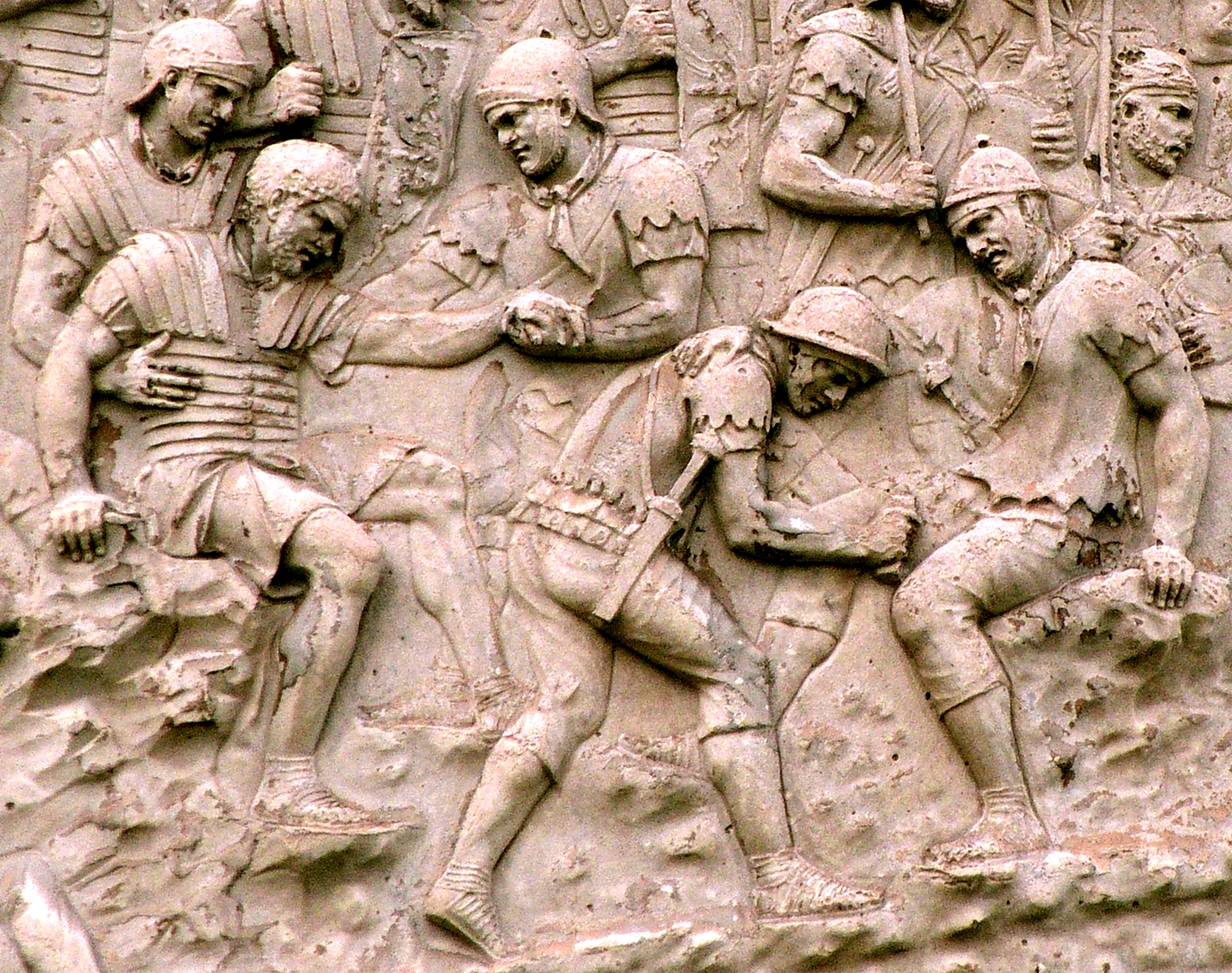
고대 의무병의 흔적

 전쟁은 의무병의 혁신에 중요한 역할을 했다. 각 난관들은 기술과 관행의 발전으로 도달하였고 TCCC(전투부상자처치)까지 진화를 하였다. 나폴레옹이 전쟁을 일으켰던 시기에 군의관 Dominique Jean Larrey는 이동형 야전 병원이나 구급차를 개발을 지시하였고
전장의 사람들을 구하기위해 훈련되고 체계화된 의무병 군단을 편성하였다. Jean Larrey가 주도하기 전에는 부상당한 병사들은 전투가 끝날 때까지 전투 중에 남겨지거나 동료들이 그들을 후방으로 운반했다.
제1차 세계대전과 제2차 세계대전은 의무병의 발전의 큰 전환점이였다.
이 두 전쟁에서 사상자의 수가 의무병들의 능력의 한계를 초과하였고 대량사상자들이 발생되는 상황을 해결하기 위한 노력들이 요구되면서 많은 발전을 이루었다. 감염 치료를 위한 페니실린 사용, 휴대용 X선 기계의 도입, 출혈 조절을 위한 지혈대의 광범위한 사용이 있으며 수혈이라는 개념이 이때 도입되었다. 수혈을 통해 많은 군인들의 생명을 구할수 있었다. 또한 포토맥 군의 의료 책임자인 외과 의사(소령) 조나단 레터맨(Jonathan Letterman)은 전용 차량, 조직, 시설, 인력을 갖춘 통합 의료 및 대피 시스템의 필요성을 깨달았다.구급차 부대를 편성하였고 릴랜드 주 앤티텀 전투에서 처음으로 시행되었으며, 그곳에서 그 가치가 입증되었습니다. 곧 미국 구급차 군단은 연방군의 필수적인 부분이 되었다.

### 6.25전쟁때 한국 의무병
육군군의학교에서 3개월간 교육후에 육군병원에서 근무를 하거나 전쟁에서 의무병으로 파견되었다. 평소에는 OP에서 주로 대기하나 격전중에서는 돌아다니면서 경상자는 압박붕대로 조치하고 중상자는 필요한 응급조치 후에 엄은폐를 실시한 뒤 전투후에 병력을 요청하여 후송을 실시하였다. 구급낭을 차고다녔는데 그 속에는 아스피린, 다이아징, 소다, 압박대(20~30개), 붕대, 지혈대. 몰핀 캄바, 지혈제, 옥도징키 등이 들어있었다. 영화나 드라마와는 달리 완장을 차는것을 기피하였는데 그 이유는 적십자 완장은 적의 눈에 띄기 쉬워 적의 표적이되고 위치를 폭로시키기 때문이다.

## 의무병 슬로건
"살려야한다"
Please, Lord help me get one more.
주님, 제발 한 명만 더 구하게 해 주시옵소서
You have been there for a brother or sister in need
당신은 도움이 필요한 형제 자매를 위해 그곳이 있다
THE LOUDER YOU SCREAM THE FASTER WE COME
더 크게 소리질러라, 더 빨리 우리가 오겠다.

## 현대
대부분의 서구 국가의 의무병들은 자신과 환자를 보호하기 위해 무기를 휴대한다.  적십자, 초승달 또는 수정을 착용하면  비전투원으로 지정된다. 미국 군대에서 MEDEVAC 차량은 흰색 배경에 큰 적십자를 표시할 수 있다. 하지만 최근 적군의 의료진 대상의 공격이 늘어남에 따라 표시를 잘 하지 않는다.
전통적으로 대부분의 미국 의료진은 제네바 협약에 따라 비전투원으로서의 보호를 위해 눈에 띄는 적십자 표시를 달았고 이것은 제2차 세계 대전까지 계속되어 왔으나 최근의 분쟁에서 적은 제네바 협약을 인정하지 않거나 이를 준수하지 않으며 비전투원 상태에 관계없이 모든 인원에게 공격하는 적이 많다. 비전투원 지위가 존중되지 않기 때문에 많은 의무병둘운 더 이상 비전투원 표식을 착용하지 않는다. 미 육군 및 미 해군  의무병은 그들이 휴대하는 추가 의료 장비를 제외하면 일반 전투 부대와 사실상 구별할 수 없습니다.
미 육군 교리에 대한 현대 해석에 따르면 의료진은 하나의 기본 무기와 가능하다면 보조 무기를 휴대해야한다고 훈련을 받는다. 또한 의무병이무기를 들고 싸우는데 빨간색 또는 흰색 십자가를 착용하는 것이 비윤리적이라고 간주되어 더 이상 빨간색 또는 흰색 십자가를 착용하지 않는 의무병들도 흔하다.

## 의무병 훈련법

### 미국
의무병으로 지원하면  두차례의 훈련을 완료하게 된다. 먼저, 10주 동안 진행되는 기본 전투 훈련을 이수하고 육군에서 복무할 수 있는 신체적, 정신적 준비를 갖춘다.
다음으로 고급 개인 훈련(AIT)을 완료하게 된다. AIT는 전문 분야와 공부하는 의학 분야에 따라 16~68주 동안 지속될 수 있다. AIT 동안 기본적인 응급처치, 심폐소생술(CPR), 외상 의학 및 상처 치료 등 전투 의무병으로서 성공하는 데 필요한 다양한 실무 기술을 배우게 된다. AIT를 완료하면 배치를 받게 된다.

### 캐나다
모든 정규군 의무병은 퀘벡주 생장쉬르리슐리외에 있는 캐나다군 리더십 및 신병학교에서 훈련을 시작한다.그런 다음 온타리오 주 보든에 있는 캐나다군 보건 서비스 훈련 센터에서 직업 훈련을 시작한다. 그곳에서 의료 용품 및 장비를 유지 관리하고, 환자를 선별하고, 환자 치료 계획을 구현하고, 질병을 치료하고, 진단 절차, 약물 치료 및 지속적인 관리 방법을 배운다.  또한 47~48주 동안 기도를 관리하고 간단한 수술 절차를 지원하여 배치된 의료 시설을 설정하고 운영 및 CBRNE 환경에서 사상자를 치료하는 방법을 배운다. 그들은 또한 Primary Care Paramedic Level 1 인증을 취득한다.

### 한국
현역병 기준으로 5주간의 훈련소에서 기초훈련을 받고 4주간 국군의무학교에서 훈련을 받는다. 육군 기준으로 대부분 일반 의무병으로 주특기를 받지만, 일부는 약제병, 치과병, 방사선병, 임상병리병 등의 군사특기를 받기도 한다.

## 전투부상자처치
전투부상자처치는 일반병사들에게도 교육하며 의무병이면 필수적으로 알고있어야할 방법이다. 교전중이여서 바로 후송이 불가능한 상황에서 조치하는 방법이다.
1. 추가 사상자 발생의 방지(Prevent additional casualties)
2. 환자의 치료(Treat the casualty)
3. 임무의 완수(Complete the mission)
위에 3가지가 전투부상자 처치의 목적이며
1. 교전 중 처치(Care Under Fire; CUF단계)
2. 전술적 현장 처치(Tactical Field Care; TFC단계)
3. 전술적 후송 처치(Tactical Evacuation Care; TEC단계)
위 3가지 단계로 나뉜다.

## 의무병의 발전방향
육군 의료 지도자에게는 세 가지 주요 임무가 있다. 부상당한 병사들을 다시 전투에 투입하고, 전장에서 사상자를 안전한곳으로 이동시키고, 요새에서 항구까지 병참 경쟁이 벌어지는 가운데 의료 자원을 최전선으로 전달하는이다.
화요일 미 육군 협회 연례 회의에서 고위 장교들은 이러한 목적을 도달하는 방법에 대해 아직 발명되지 않은 기술과 올해 시작되어 향후 2년에 걸쳐 진행될 일련의 실험이 필요하다고 설명했다.
육군 미래 사령부의 의료 역량 개발 및 통합 책임자인 제임스 존스(James Jones) 대령은 미래의 사령관들이 직면하게 될 상황에 대해 그림을 그렸다. “우리는 대피를 최적화하고 복귀를 극대화하기 위해 자율적인 재보급, 자율 시스템, AI 지원이 필요하다.
Jones는  2030년 시나리오에서 전투 전 작업과 기술의 조합이 이제 의료진과 의사에게 서비스를 제공하기 위해 개발되고 있다고 설명했다.
각 차량에는 사상자 대피 키트가 장착되어 있으며 부대는 고급 전술 전투 사상자 치료 훈련을 받았으며 자율 로봇 지상 및 공중 시스템이 부상자를 전장에서 이동시킨다.
미래 의무병들도 AI와 자율시스템을 이용하여 부상자를 안전하게 후방으로 후송하며 가장 효율적이며 피해를 최소화 하는 방향으로 나아갈것이다. 또한 각종 장비와 기술이 구비된 차량을 이용하여 부상자들은 좀 더 나은 치료를 받을 수 있을것이다.

## 보호받을 권리

### 제네바협약 추가의정서

#### 제 24 조 군대의 전임요원의 보호
부상자 또는 병자의 수색, 수용, 수송이나 치료 또는 질병의 예방에만 전적으로 종사하는
요원, 의무부대 및 시설의 관리에만 전적으로 종사하는 직원 및 군대에 수반하는 종교요원은
모든 경우에 있어서 존중되고 보호되어야 한다.

#### 제 25 조 군대의 보조의무요원의 보호
부상자 및 병자의 수용, 수송 또는 치료를 필요한 경우에, 담당할 병원당직, 간호사 또는 보
조 들것 운반병으로 충당하기 위하여 특별히 훈련받은 군대 구성원도 그들의 임무를 수행하
려고 할 경우 적과 접촉하고 있은 때나 또는 적의 수중에 들어가 있을 때에 역시 존중되고
보호되어야 한다.

#### 제 30 조 의무요원 및 종교요원의 귀환
제28조의 규정에 의하여 억류를 필요로 하지 않는 요원은 그 귀로가 열리고 또한 군사상
의 요건이 허용하는 때에는 즉시 그들 요원이 속하는 충돌당사국에 귀환시켜야 한다.
그들 요원은 귀환할 때까지의 사이에 포로로 인정하여서는 아니된다. 단, 그들 요원은 적어
도 포로의 대우에 관한 1949년 8월 12일자 제네바협약의 모든 규정에 의한 혜택을 향유한다.
그들 요원은 적국의 명령하에 자기의 임무를 계속 수행하고 또한 가능한 한 자기가 속하는
충돌당사국의 부상자 및 병자의 간호에 종사하지 않으면 아니된다.
그들 요원은 출발에 제하여 그 소유에 속하는 개인용품, 유가물 및 기구를 휴대할 수 있어야 한다.

#### 제 35 조 보호
부상자 및 병자 또는 위생재료의 수송수단은 이동위생부대의 경우와 같이 존중 보호하여
야 한다.그들 수송수단 또는 차량이 적대당사국의 권력하에 들어갔을 경우에는 그들을 포획한 충
돌당사국이 그 속에 있는 부상자 및 병자의 간호를 모든 경우에 있어서 확보할 것을 조건으
로 하여 전쟁법규의 적용을 받는 것으로 한다.

#### 제 36 조 의무항공기
교전국은 위생항공기 즉 부상자 및 병자의 수용 및 위생요원 및 재료의 수송에 전적으로
사용되는 항공기가 관계교전국간에 특별히 합의된 고도, 시각 및 횡로에 따라서 비행하고 있
는 중에는 공격하여서는 안되고 이를 존중하여야 한다.
위생항공기는 그 하면, 상면 및 측면에 제38조에서 정하는 특수포장을 자국의 국기와 함
께 명백히 표시하지 않으면 안된다. 위생항공기는 적대행위의 개시 또는 진행중에 교전국간
에 합의될 다른 표지 또는 식별 수단을 갖추지 않으면 안된다.
별도의 합의가 없는 한 적의 영역 또는 점령지역 상공의 비행은 금지한다.
위생항공기는 모든 착륙요청에 따라야 한다. 이와 같은 강제착륙의 경우에 항공기는 그 탑
승자와 함께 검열이 있다면 그것을 받은 후 비행을 계속할 수가 있다.
위생항공기의 승무원은 물론 부상자 및 병자도 적의 영역 또는 점령지 역내에 불시착하였
을 경우에는 포로가 된다. 위생요원은 제24조 이하의 규정에 따라서 대우를 받는다.

#### 제 41 조 보조요원의 식별
제25조에서 지정하는 요원은 의무상의 임무수행중에 한하여 가운데 자그마한 식별기장을
표시한 백색의 완장을 둘러야 한다. 그 완장은 군당국이 압인 발급하여야 한다.
그들 요원이 휴대할 군의 신분증명서류에는 그들 요원이 받은 특수 훈련의 내용, 그들 요원
이 종사하는 임무의 일시적인 성격 및 완장 패용권등을 명기하여야 한다.

#### 제 42 조 의무부대 및 의무시설의 표지
본 협약에서 정하는 식별기는 본 협약에 의하여 존중되는 권리를 가지는 의무부대 및 의무
시설로서 군당국의 동의를 얻은 것에 한하여 게양하여야 한다.
이동부대는 고정시설에 있어서와 마찬가지로 그들 부대 또는 시설이 속하는 충돌당사국의
국기를 전기의 국기와 더불어 게양할 수 있다.
특히 적의 수중에 들어간 의무부대는 이 협약에서 정하는 기 이외의 기를 게양하여서는
안된다.
충돌당사국은 군사상의 고려가 허용하는 한, 의무부대 또는 의무시설에 대한 공격의 가능
성을 제거하기 위하여, 적의 지상군, 공군 또는 해군이 식별 표장을 명백히 식별할 수 있도록
필요한 조치를 취하여야 한다.

위와 같은 조항들에 의거하여 의무병은 전쟁중에도 보호를 받을 권리가 있으며 타고있는 수송수단이나 건물등도
같은 보호선상에 있다. 다한 의무병임을 나타내는 식별수단을 명백히 해야할 의무가 있다.

Parties to the Geneva Protocol
Parties with no reservations
Parties with withdrawn reservations
Parties with implicit reservations
Parties with unwithdrawn reservations limiting the applicability of provisions of the Protocol
Non-parties

## 의무병 지원자격
```
연령 : 지원서 접수년도 기준 18세 이상 28세 이하
신체등급 1~3급을 판정받은 현역입영 대상자(4급 현역입영대상자 :22년 2월 입영 접수부터 가능)
자격/면허를 소지하였거나 자격/면허 미소지한 경우는 해당 전공학과 전문계고교 3년이상 수료 또는 대학 1학년 재학 이상인 사람
수형사유 지원제한 요건
금고이상의 형(집행유예 포함)을 선고받은 사람
재판중이거나 수사가 종결되지 아니한 사람
2차 심리검사 결과 등 정밀검사 대상자 제외
```

## 와부링크
- http://www.icrc.org/ihl.nsf/WebART/365-570027?OpenDocument
- https://frontlinerehab.com/hidden-danger-combat-medic-ptsd
- https://safeguardmedical.com/the-evolution-of-combat-medicine
- https://www.indeed.com/career-advice/finding-a-job/combat-medic

## 같이 보기
- 군대
- 위생
- 트라우마
- 제네바 협약